# Unbelievable Truth
Unbelievable Truth fue una banda de rock británica, liderada por Andy Yorke, con Nigel Powell, Jason Moulster y Jim Crosskey. Su sonido fue descrito como «baladas lentas, melancólicas, con tintes country, envueltas en un suave manto de guitarras acústicas y acordes menores».

## Biografía
La banda se formó en 1993 en Oxford, Inglaterra, tomando el nombre de una película de Hal Hartley, The Unbelievable Truth (La increíble verdad). Una crisis de confianza condujo a la banda a separarse en 1995, tiempo durante el cual Yorke se marchó a Rusia. 
Tras volver a reunirse en 1996, la banda publicó su primer sencillo, «Building», en febrero de 1997, con la discográfica Shifty Disco, radicada en Oxford. Su primer álbum, Almost Here, fue publicado en 1998 con Virgin, y aunque fue posteriormente dejado de lado por la discográfica, tuvo cierto éxito. En el año 2000, la banda publicó su siguiente álbum, Sorrythankyou, de nuevo con Shifty Disco, siendo el primer álbum que la discográfica imprimía en vinilo.
El grupo se separó ese mismo año, debido a la decisión de Yorke de dejar la banda. En el año 2001 publicaron un álbum doble, autopublicado, llamado Misc. Music. El disco 1 contenía caras B y temas inéditos, mientras que el disco 2 recogía su actuación en vivo en el espectáculo de despedida que dieron en la sala de conciertos The Zodiac de Oxford, el 16 de septiembre de 2000. Desde entonces, cada uno de los miembros de las bandas han seguido con sus propios proyectos musicales. El 19 de febrero de 2005 la banda se reunió para un único concierto en apoyo de las víctimas del tsunami del océano Índico de 2004. En mayo de 2007, Unbelievable Truth, como trío, realizaron un acústico en Oxford, la noche de cierre, previa a su reforma, de la sala de conciertos The Zodiac.

## Discografía

### Álbumes
- Almost Here (1998) - UK #21
- Sorrythankyou (2000)
- Misc. Music (2001)[5]

### EP
- Stone - EP (1997)
- Higher Than Reason - EP (1998)
- Settle Down / Sea Dune - EP (1998)
- Solved - EP (1998)

### Sencillos
- «Building» (1997)
- «Higher Than Reason» (1998) - UK #38
- «Solved» (1998) - UK #39
- «Settle Down» / "«Dune Sea» (1998) - UK #46
- «Agony» (2000)
- «Landslide» (2000)
- «Advice to a Lover» (2000)[5]